# Kompendium
Ett kompendium är en samling av kurslitteratur, ofta särskilt sammanställt för en kurs, ibland av kursansvarig lärare. Kompendier är oftast enkelt häftade med häftklammer, enkelt rygglimmade eller spiralbundna.
Ordet kompendium härrör från det latinska ordet "compendium", med betydelsen "sammanfattning", "avkortning" eller "noggrann avvägning". 
Kompendier förekommer bland annat vid högskolor och universitet ofta som komplement till annan kurslitteratur, men inte sällan som huvudsakligt textmaterial för en studiekurs.